# Беспрекословное подчинение
Беспрекословное подчинение — послушание, при котором человек безоговорочно подчиняется чужой воле.

## Происхождение
Термин впервые упомянут в работе иезуита Игнатия Лойолы 1553 года «Письмо о послушании». В этом тексте говорилось:

Мы должны знать, что каждый из тех, кто живет в послушании, должен позволить Божественному Провидению через Настоятеля вести и направлять себя, как если бы он был мертвым телом.
Оригинальный текст (лат.)Et sibi quisque persuadeat, quod qui sub Obedientia vivunt, se ferri ac regi a divina Providentia per Superiores suos sinere debent perinde, ac si cadaver essent

Эта концепция с тех пор подвергалась критике со стороны противников ордена иезуитов. Сторонники иезуитов, в свою очередь, называют это «совершенным послушанием».

## Современное использование
Термин часто ассоциируется с Германией (где он известен как нем. Kadavergehorsam — зомби-послушание). При этом речь идёт как о повиновении, так и о верности или просто об «абсолютном повиновении» или «слепом повиновении». Понятие было связано с принципами немецких военных и административных структур прусской и нацистской эпох и принципа безусловного выполнения приказов, включая те, которые позже были признаны военными преступлениями. Адольф Эйхман, один из главных организаторов Холокоста, использовал эту концепцию в свою защиту во время послевоенного суда над ним.
Термин также использовался в других тоталитарных режимах, таких как коммунистические государства и партии. Считается, что концепция была описана в таких работах, как Mein Kampf.
Эта концепция также упоминалась в контексте экстремальной интерпретации воинской дисциплины.
Свобода выбора
Американский психолог Харальд Вельцер указывает на связь концепции подчинения со свободой выбора индивида. Он утверждает, что свобода выбора не просто объективно дана человеку, но объективно зависит от её восприятия действующим лицом. По мнению Вельцера, важно, как человек воспринимал ситуацию, в которой он находился, как оценивал собственную свободу действий. То есть на первом месте находится оценка ситуации действующим лицом.